# Kurt Eisner
Kurt Eisner (14. maj 1867 i Berlin – 21. februar 1919 i München) var en bayersk politiker og journalist. Som tysk journalist og socialistisk statsmand organiserede han den socialistiske revolution som væltede Wittelsbach-monarkiet i Bayern i november 1918.
Han anvendes som et eksempel på karismatisk autoritet af Max Weber.

## Biografi
Kurt Eisner blev født i Berlin kl. 22.15 den 14. maj 1867 som søn af Emanuel Eisner og Hedwig Levenstein, som begge var jøder. Han blev gift med malerinden Elisabeth Hendrich i 1892 og sammen fik de fem børn, men de blev skilt i 1917 og Eisner giftede sig derpå med Elise Belli, en redaktør. Sammen med hende fik han to døtre.
Eisner studerede filosofi, men blev så journalist i Marburg. Eisner var fra starten åbenlyst republikaner og socialdemokrat, og sluttede sig til socialdemokraterne i SPD i 1898, mens det socialdemokratiske parti af taktiske grunde, især i de senere år af kejserriget, afstod fra alt hvad der havde karakter af republikansk propaganda, da det blev anset for unødvendigt og indeholdt i de generelle socialdemokratiske mål. Som følge heraf kæmpede han aktivt for demokrati såvel som for socialdemokrati. Han blev redaktør af Vorwärts Wilhelm Liebknechts død i 1900, men blev efterfølgende opfordret til at trække sig tilbage fra den post. Efter afgangen fra Vorwärts, var hans aktiviteter i hovedsagen koncentreret om Bayern, selv om han rejste i andre dele af Tyskland. Han var chefredaktør for Fränkische Tagespost i Nürnberg fra 1907 til 1910 og herefter blev han freelance journalist i München.
Han sluttede sig til de venstreorienterede udbrydere fra socialdemokratiet i USPD i 1917 midt under 1. verdenskrig og blev dømt for forræderi i 1918 for sin rolle i forbindelse med opfordring til strejke blandt arbejdere i våbenindustrien. Han tilbragte 9 måneder i celle 70 i Stadelheimfængslet, hvorefter han blev løsladt under den generelle amnesti i oktober samme år. 
Efter løsladelsen organiserede han den revolution som væltede monarkiet i Bayern (se Novemberrevolutionen). Han udråbte Bayern som fristat og republik den 8. november 1918, og blev den første republikanske ministerpræsident i Bayern. 
På grund af den nye regerings manglende evne til at løse de basale behov og som følge af den antisemitiske dolkestødslegende, som stammede fra Østrig, blev Eisners USPD grundigt slået ved valget i januar 1919. Han blev selv myrdet i München da Anton Graf von Arco auf Valley, der hørte til i kredsen omkring Thuleselskabet og var en kendt antisemit, skød ham i ryggen den 21. februar 1919, mens han var på vej til at aflevere sin tilbagetrædelseserklæring i den bayerske landdag. Mordet på ham førte til oprettelsen af den bayerske sovjetrepublik og til at regering og parlament flygtede fra München.
I 1989 blev der opført et mindesmærke på stedet hvor han blev myrdet. Inskriptionen lyder: "Kurt Eisner, der am 8. November 1918 die Bayerische Republik ausrief, nachmaliger Ministerpräsident des Volksstaates Bayern, wurde an dieser Stelle am 21. Februar 1919 ermordet."  ("Kurt Eisner, som udråbte den bayerske republik den 8. november 1918 -- senere ministerpræsident i republikken Bayern -- blev myrdet her den 21. februar 1919.")

## Eksterne kilder
- Wikimedia Commons har flere filer relateret til Kurt Eisner
- Foto af Kurt Eisner, taget i begyndelsen af  1918 Arkiveret 28. maj 2008 hos  Wayback Machine Historisches Lexikon Bayerns
- Kurt Eisner og München 1918-1919

| Efterfulgte: Otto von Dandl | Bayerns statsminister 1918-1919 | Efterfulgtes af: Martin Segitz |